# Richard Maloof
Richard David Maloof (* 17. Januar 1940 in Sacramento; † 1. Mai 2024 in Sherman Oaks) war ein US-amerikanischer Jazz- und Unterhaltungsmusiker (Bass, Tuba).

## Leben und Wirken
Maloof, der zunächst mit Les Brown und später mit Carmen Cavallaro auftrat und dann der NORAD Commanders Jazz Band angehörte, studierte nach Ableistung des Militärdienstes in der US-Army an der Sacramento State University, der UCLA und am Los Angeles City College. Von 1967 bis 1982 arbeitete er im Orchester von Lawrence Welk als Bassist und auch als Tubist. Mit Welk trat er auch in dessen wöchentlicher Fernsehshow auf. Ab den 1970er-Jahren war er in der kalifornischen Musikszene tätig; 1978 spielte er in der Band des Trompeters Ray Linn (Chicago Jazz, u. a. mit Dave Frishberg), 1983 in der Los Angeles City College Jazz Band. Sechs Jahre lang gehörte er weiterhin den Los Angeles Pops an. Er unterrichtete außerdem Notenlesen und Gehörbildung am LA’s Musicians Institute.
Im Bereich des Jazz war er laut Tom Lord zwischen 1978 und 2008 an acht Aufnahmesessions beteiligt, auch mit The Baja Marimbas, zuletzt mit dem Carl Rigoli Jazz Quartet (mit Saxophonist David Angel). des Weiteren mit Antonio Castillo de la Gala. Mit HP Newquist legte er das Lehrbuch The Acoustic Rock Masters vor.
Zuletzt lebte er mit seiner Frau, der Sängerin Mary Lou Metzger, in Sherman Oaks.